# Відкритий чемпіонат Австралії з тенісу 1980
Відкритий чемпіонат Австралії з тенісу 1980 — тенісний турнір, що проходив між 26 грудня та 4 січня 1980 року на трав'яних кортах стадіону Куйонг у Мельбурні, Австралія. Це був 69-ий чемпіонат Австралії з тенісу і четвертий турнір Великого шолома в 1980 році. 

## Огляд подій та досягнень
У чоловіків чемпіон двох попередніх років Гільєрмо Вілас поступився в півфіналі, а переміг Браян Тічер, для якого ця звитяга залишилася єдиною в мейджорах. 
У жінок Гана Мандлікова здобула свою першу перемогу в турнірах Великого шолома.

## Результати фінальних матчів

### Дорослі
| Одиночний розряд. Чоловіки          |                             |                    |
| Браян Тічер                         | Кім Ворвік                  | 7–5, 7–6(7–4), 6–3 |
|                                     |                             |                    |
| Одиночний розряд. Жінки             |                             |                    |
| Гана Мандлікова                     | Венді Тернбулл              | 6–0, 7–5           |
|                                     |                             |                    |
| Парний розряд. Чоловіки             |                             |                    |
| Марк Едмонсон Кім Ворвік            | Пітер Макнамара Пол Макнамі | 7–5, 6–4           |
|                                     |                             |                    |
| Парний розряд. Жінки                |                             |                    |
| Бетсі Нейджлсен Мартіна Навратілова | Енн Кійомура Кенді Рейнолдс | 6–4, 6–4           |
|                                     |                             |                    |
| Мікст                               |                             |                    |
| Змагання не проводилися             |                             |                    |
|                                     |                             |                    |

### Юніори
| Одиночний розряд. Хлопці  |                |          |
| Крейг Міллер              | Воллі Мазур    | 7–6, 6–2 |
|                           |                |          |
| Одиночний розряд. Дівчата |                |          |
| Енн Мінтер                | Елізабет Сеєрс | 6–4, 6–2 |

## Виноски
1. ↑  1980 Men's Singles. Tennis Australia. Архів оригіналу за 29 січня 2011. Процитовано 20 серпня 2017.
2. ↑  1980 Women's Singles. Tennis Australia. Архів оригіналу за 29 січня 2011. Процитовано 20 серпня 2017.
3. ↑  1980 Men's Doubles. Tennis Australia. Архів оригіналу за 17 січня 2013. Процитовано 20 серпня 2017.
4. ↑  1980 Women's Doubles. Tennis Australia. Архів оригіналу за 17 січня 2013. Процитовано 20 серпня 2017.